# 森本哲郎
森本 哲郎（もりもと てつろう、1925年〈大正14年〉10月13日 - 2014年〈平成26年〉1月5日）は、日本のジャーナリスト、評論家。東京新聞記者、朝日新聞記者を経て評論家に転身し、東京女子大学教授なども歴任した。

## 来歴・人物
東京府生まれ。府立十中、府立高等学校を経て、1948年（昭和23年）、東京大学文学部哲学科を卒業。文学部時代には風刺雑誌『VAN』の編集長を務めた。大学院に進学し、翌年には在学のまま東京新聞社に入社、社会部記者となる。1950年（昭和24年）、東京大学大学院文学研究科社会学専攻修士課程を修了。
1953年（昭和28年）、招聘を受けて朝日新聞社に移り、学芸部に籍を置く。1954年（昭和29年）2月、マリリン・モンローが来日した際には握手を交わした。朝日新聞で『世界名作の旅』の連載を受け持ち、1967年には内省と文明批評、自然や滅びた文化への詩情を織り込んだユニークな旅行記『文明の旅』を刊行する。
1972年（昭和47年）1月、グアム島で横井庄一が発見された際は現地取材を行う。この際は自ら手を上げて現地に赴き、「横井元軍曹の隠れ住む穴のあった竹藪から団地のような人家が見える」「人に見つかることを何より恐れて暮らしていた元軍曹は人の気配というもの何より欲していた」とする一景の描写で他紙を圧倒した。一緒にジャングルに分け入った他社の記者も同じ景色を見ていたが、森本だけがこの場景を記事にした。
旅に関する著作と併せ、『ことばへの旅』（1973年）など言葉に関する著述も発表。学芸部次長、『週刊朝日』副編集長、東京本社編集委員などを歴任したのち、1976年（昭和51年）に退社し、評論活動に専念する。
豊富な旅行体験に裏付けられた比較文化的視点の著作を多く著し、日本の文明批評の第一人者としての地位を確立する。TBSの情報番組『海外取材ニッポンの実力』のキャスター、日本放送協会の特集シリーズ『NHKスペシャル よみがえる邪馬台国』の解説役のほか、東京女子大学教授も歴任した。
2014年（平成26年）1月5日、虚血性心不全のため死去。88歳没。

## 親族
弟はフリーアナウンサー、元NHKアナウンサーの森本毅郎。自身が『海外取材ニッポンの実力』のキャスターに就任した時、毅郎は『NHKニュースワイド』のキャスターだったため、「テレビ界初の兄弟キャスター」と話題になった。また、毅郎がNHKを退局してフリーになった際、哲郎は「組織に収まりきれないのが森本家の血筋」とコメントした。

## 略歴
- 府立十中、府立高等学校 (旧制)を卒業。
- 1948年 - 東京大学文学部哲学科を卒業後、大学院に進学。
- 1949年 - 大学院在学のまま東京新聞に入社して社会部記者となる。
- 1950年 - 東京大学大学院文学研究科社会学専攻修士課程を修了。
- 1953年 - 朝日新聞に移りその後学芸部次長、『週刊朝日』副編集長、東京本社編集委員等を歴任。
- 1976年 - 朝日新聞を退社してフリーの評論家に転身。
- 1980年 - TBSの情報番組『海外取材ニッポンの実力』のキャスターとなる。
- 1988年 - 東京女子大学教授に就任。
- 1992年 - 退職し再びフリーとなる。
- 2014年 - 虚血性心不全のため死去。

## 著書
- 『神々の時代』弘文堂 1960年。のち角川文庫
- 『文明の旅 歴史の光と影』新潮選書 1967年。
- 『詩人与謝蕪村の世界』至文堂 1969年。のち講談社学術文庫
- 『スペイン・アンダルシア』朝日新聞社 1970年。
- 『生きがいへの旅 現代社会の哲学的風景』ダイヤモンド社 1970年。のち角川文庫
- 『サハラ幻想行 哲学の回廊』河出書房新社 1971年。のち角川文庫
- 『人間へのはるかな旅』潮出版社 1971年。のち角川文庫
- 『ゆたかさへの旅 日曜日・午後二時の思索』ダイヤモンド社 1972年。のち角川文庫
- 『ぼくの旅の手帖 または、珈琲のある風景』ダイヤモンド社 1973年。のち角川文庫
- 『ことばへの旅』第1-5集 ダイヤモンド社 1973-78年。（愛蔵版）のち角川文庫、PHP文庫（上・下）
- 『異郷からの手紙 私たちとは何か』ダイヤモンド社 1974年。のち角川文庫
- 『イースター島 遺跡との対話』平凡社カラー新書 1975年。
- 『あしたへの旅 変わりゆく人間変わりゆく社会』ダイヤモンド社 1975年。のち角川文庫
- 『タッシリ・ナジェール』平凡社カラー新書 1976年。
- 『すばらしき旅 人間・歳月・出会い』ダイヤモンド社 1976年。
- 『旅と人生の手帖』ダイヤモンド社 1976年。
- 『夢二の小径』講談社文庫 1976年。
- 『そして、ぼくは迷宮へ行った。』芸術生活社 1976年。のち角川文庫
- 『四季の旅 花のある風景』ダイヤモンド社 1978年。
- 『日本の挽歌 失われゆく暮らしのかたち』角川書店 1979年。『日本人の暮らしのかたち』PHP文庫
- 『「私」のいる文章 発想・取材・表現』ダイヤモンド社 1979年。のち新潮文庫
- 『名作の旅、伝説の旅』角川文庫 1980年。
- 『そして、自分への旅』ダイヤモンド社 1980年。のち角川文庫
- 『豊かな社会のパラドックス 70年代を問い直す』角川書店 1980年。
- 『そして文明は歩む』新潮社 1980年。のち文庫
- 『読書の旅 愛書家に捧ぐ』講談社 1981年。のち文庫
- 『ぼくの会話学校』角川書店 1981年。
- 『旅と自然と人生』聖教新聞社〈文化教養シリーズ〉 1981年。
- 『信仰のかたち』新潮選書 1982年。
- 『日本民族のふるさとを求めて 知的冒険の旅』朝日新聞社 1982年。のち新潮文庫
- 『私のニジェール探検行 マンゴ・パーク[4]の足跡をたどって』中公新書 1982年。
- 『思想の冒険家たち』文藝春秋 1982年。
- 『音楽への旅』音楽之友社 1983年。
- 『中国幻想行』角川選書 1983年。『中国詩境の旅』PHP文庫
- 『ぼくの作文学校』角川書店 1983年。
- 『二十世紀の知的風景』TBSブリタニカ 1983年。
- 『書物巡礼記』文化出版局 1985年。
- 『ぼくの旅のカタログ』角川文庫 1985年。
- 『学問への旅』佼成出版社 1985年。
- 『日本語 表と裏』新潮社 1985年。のち文庫
- 『二十世紀を歩く』新潮選書 1985年。
- 『神のアルバム』文藝春秋 1986年。
- 『生き方の研究』正・続　新潮選書 1987-89年。のちPHP文庫 全1巻
- 『森本哲郎「旅物語」』講談社 1988年。
- 『戦争と人間』文藝春秋 1988年。のちPHP文庫
- 『神の旅人 パウロの道を行く』新潮社 1988年。のちPHP文庫
- 『ある通商国家の興亡 カルタゴの遺書』PHP研究所　1989年。のち文庫
- 『サムライ・マインド 歴史をつくる精神の力とは』PHP研究所 1991年。のち文庫
- 『日本語 根ほり葉ほり』新潮社 1991年。のち文庫
- 『月は東に－蕪村の夢 漱石の幻』新潮社 1992年。のち文庫
- 『遥かなる道』クレオ 1992年。
- 『ウィーン 世界の都市の物語』文藝春秋 1992年。のち文庫
- 『森本哲郎 世界への旅』全10巻別巻1 新潮社 1993-94年。※別巻は写真傑作選と著書未収録のエッセイ
- 『世紀末を歩く 地球曼荼羅』PHP研究所 1993年。
- 『ソクラテス最後の十三日』PHP研究所 1995年。のち文庫
- 『ぼくの東京夢華録』新潮社 1995年。『懐かしい「東京」を歩く』PHP文庫
- 『旅の半空』新潮社 1997年。のち『旅は人生』PHP文庫
- 『ぼくの哲学日記』集英社 1999年。
- 『この言葉! 生き方を考える50話』PHP新書 2000年。
- 『文明の主役 エネルギーと人間の物語』新潮社 2000年。
- 『ぼくの日本十六景 空の名残り』新潮社 2001年。のちPHP文庫
- 『ぼくのおみやげ図鑑 旅のエッセイ』シティ出版 2005年。
- 『吾輩も猫である』清流出版 2005年。のちPHP文庫
- 『老いを生き抜く 長い人生についての省察』NTT出版 2012年。

### 共編著
- 『日本の顔顔顔･･･』疋田桂一郎共編 朝日新聞社 1971年。
- 『歴史対談集 歴史の謎 文明の謎』河出書房新社 1977年。※歴史学者との対談集
- 『おくのほそ道行』平凡社 1984年。写真・笹川弘三
- 『世界 知の旅』小学館 1986-87年。責任編集、全10冊
- 『驚異の世界史』文春文庫 1986-91年。ビジュアル版の編著、全7冊
- 『人の生き方について』筑摩書房〈こころの本〉 1988年。15編の人生論（編著）
- 『日本・日本語・日本人』新潮選書 2001年。※大野晋・鈴木孝夫と共著